# Ново Кономлади
 Тази статия е за селото в България.  За селото в Гърция вижте Кономлади.  
Но̀во Кономла̀ди е село в Югозападна България. То се намира в община Петрич, област Благоевград.

## География
Селото е разположено североизточно от Петрич, на левия бряг на Струма.

## История
До 14 август 1934 година селото се нарича Нови чифлик или Ени чифлик.
Митрополит Емилиан Мелнишки пише, че на 1 януари 1908 година 10-членна българска чета се сражава 6 часа при Ени чифлик.
В „Етнография на вилаетите Адрианопол, Монастир и Салоника“, издадена в Константинопол в 1878 година и отразяваща статистиката на населението от 1873 година, Йени чифлик (Yéni-tchiflk) е посочено като село с 16 домакинства и 65 жители българи. Към 1900 година според статистиката на Васил Кънчов („Македония. Етнография и статистика“) населението на селото е 56 души, от които 50 българи-християни и 6 турци.
По-голямата част от хората там са наследници на бежанци от село Кономлади (днес Макрохори), Костурско, попаднало след Междусъюзническата война от 1913 година в пределите на Гърция.
В 1985 година Ново Кономлади има 302 жители.
При кметуването на Андон Кузов са построени чешма на площада на селото и паметник на войводата от Кономлади Христо Цветков.
Селото има всяка година събор на Илинден.
Кметове и кметски наместници
- 1995–2007 – Андон Кузов
- 2007–2015 – Александър Кобуров
- от 2015 – Марияна Мурлева

## Население

### Етнически състав
Преброяване на населението през 2011 г.
Численост и дял на етническите групи според преброяването на населението през 2011 г.:
|                     | Численост |
| Общо                | 158       |
| Българи             | 152       |
| Турци               | -         |
| Цигани              | -         |
| Други               | -         |
| Не се самоопределят | -         |
| Неотговорили        | 6         |

## Личности
Родени в Ново Кономлади
- Васил Илиев Топчиев (1900 - юли 1924), преселен като малък в Левуново, където работи като ратай и участва в учредяването на партиен комитет в селото; обвинен от ВМРО, че е откраднал оръжие от организацията, е измъчван и убит през юли 1924 г.[7]
- Димитър Траянов Васильовски (1912 - 1997), член на БКП от 1942 г., член на Окръжния комитет на БКП в Петрич от 1942 до 1944 г., след Деветосептемврийския преврат в 1944 г. работи в околийските комитети на ОФ и БКП в Петрич, оставя спомени[8]
- Методи Атанасов Васильовски (1936 - 2023), полковник от КДС
- Стоян Мурин (1930 - 2018), български писател[9]

Починали в Ново Кономлади
- Христо Цветков (1877 – 1934), български революционер, войвода на ВМОРO